# Municipio de Waynesville (Carolina del Norte)
El municipio de Waynesville (en inglés: Waynesville Township) es un municipio ubicado en el  condado de Haywood en el estado estadounidense de Carolina del Norte. En el año 2010 tenía una población de 19.489 habitantes.

## Geografía
El municipio de Waynesville se encuentra ubicado en las coordenadas 35°29′19.37″N 83°0′57.5″O / 35.4887139, -83.015972.